# Шкляренко Олександр Вікторович
Олекса́ндр Ві́кторович Шкляре́нко — підполковник Збройних сил України.

## Бойовий шлях
Начальник розвідки штабу окремої гаубичної артилерійської батареї Д-30 25-ї повітрянодесантної бригади, командир — полковник Юрій Содоль. Батарею сформували вже в часі російсько-української війни. Бойове хрещення батарея прийняла під Юнокомунарівськом, згодом був знищений штаб терористів під селищем Комунар. Старший лейтенант Антон Пашкевич, командир взводу управління бригадної артилерійської групи, та підполковник Олександр Шкляренко при визволенні міста Миколаївка під сильним вогнем терористів коректували вогонь української артилерії. Сильними ударами там знищено опорні пункти терористів, склад з набоями, вогневі та снайперські точки. 3—4 липня Миколаївку повністю зачистили і взяли під український контроль.

## Нагороди
14 жовтня 2014 року — за особисту мужність і героїзм, виявлені у захисті державного суверенітету та територіальної цілісності України, вірність військовій присязі під час російсько-української війни, відзначений — нагороджений орденом Богдана Хмельницького III ступеня.